# Cianocobalamina
A cianocobalamina é uma forma sintética de vitamina B12 utilizada no tratamento da deficiência de vitamina B12. A deficiência pode ocorrer em casos de anemia perniciosa, após remoção cirúrgica do estômago, em infeções por ténia de peixe, ou devido a cancro do intestino. É menos preferida do que a hidroxocobalamina para o tratamento da deficiência de vitamina B12. Pode ser administrada por via oral, por injeção intramuscular ou sob a forma de spray nasal. 
A cianocobalamina é geralmente bem tolerada. Os efeitos secundários ligeiros podem incluir diarreia e comichão. Os efeitos secundários graves podem incluir anafilaxia, baixos níveis de potássio no sangue e insuficiência cardíaca. A sua utilização não é recomendada em pessoas com alergia ao cobalto ou com doença de Leber. A vitamina B12 é um nutriente essencial, o que significa que não pode ser sintetizado pelo organismo, mas é indispensável à vida. 
A cianocobalamina foi fabricada pela primeira vez na década de 1940. Está disponível como medicamento genérico e pode ser adquirida sem receita médica.  No Reino Unido, em 2019, o custo por injeção para o NHS era de cerca de £2,90. Nos Estados Unidos, o custo por grosso da mesma quantidade era de aproximadamente 0,77 dólares americanos em 2019. Em 2017, foi o 170.º medicamento mais prescrito nos Estados Unidos, com mais de três milhões de prescrições. 